# Virginia Schau

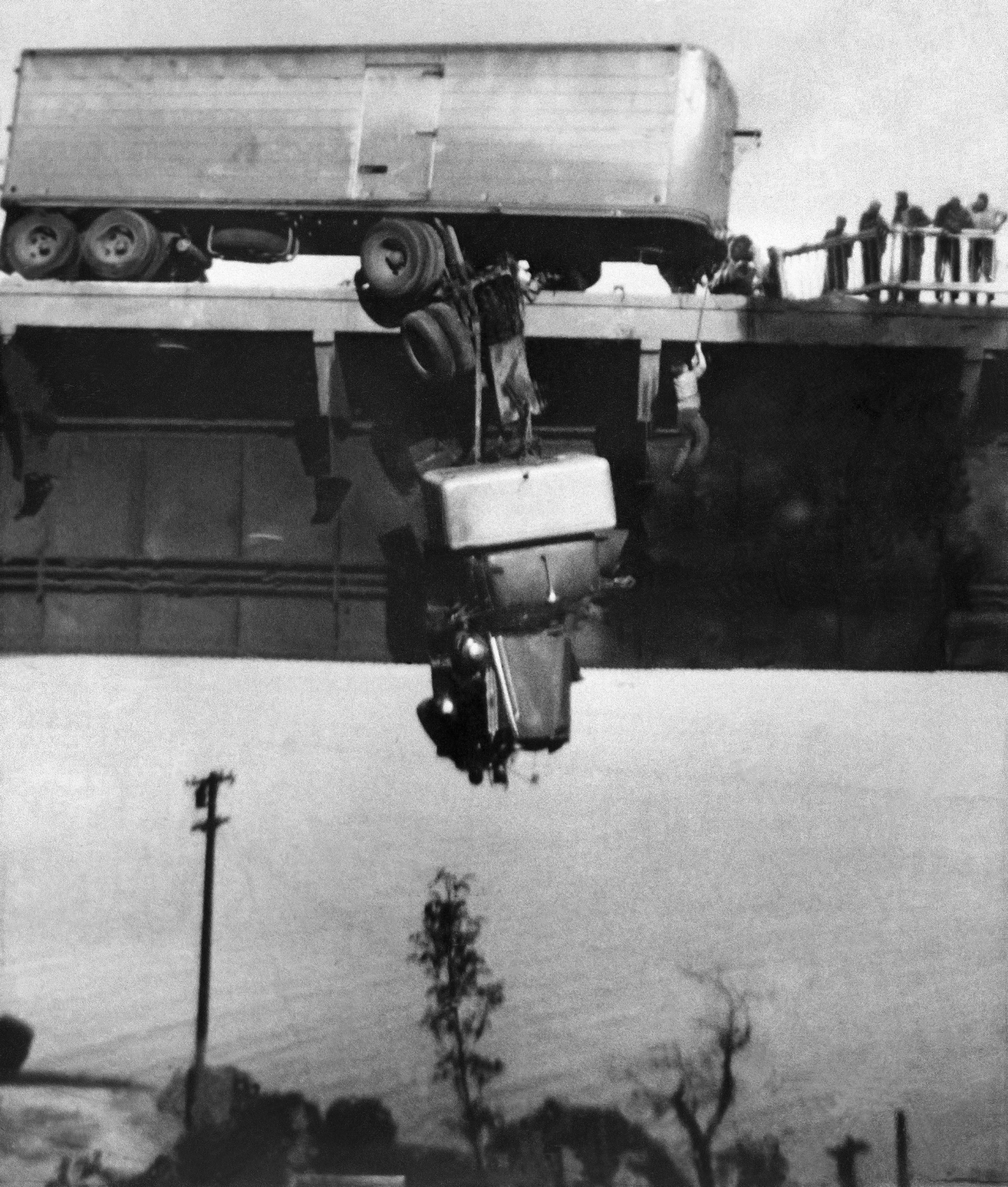
Záchrana na mostě Pit River Bridge, fotografie oceněná Pulitzerovou cenou

Virginia Margaret (Brown) Schau (23. února 1915 Sacramento – 28. května 1989 Santa Rosa) byla Američanka, která jako první žena a druhá amatérka získala v roce 1954 Pulitzerovu cenu za fotografii. Oceněná fotografie byla pořízena v Reddingu v Kalifornii na mostě Pit River Bridge a nesla název Rescue on Pit River Bridge (Záchrana na mostu Pit River). Fotografie byla pořízena fotoaparátem Kodak Brownie.

## Životopis
Virginia Margaret Brown se narodila v Sacramentu v Kalifornii jako jedna ze dvou dcer Henryho R. a Mable L. (Masters) Brownových. Pan Brown provozoval potraviny v Sacramentu. Virginia absolvovala střední školu v Sacramentu v roce 1933 a poté navštěvovala Pacifickou univerzitu ve Stocktonu v Kalifornii, kde v roce 1937 získala bakalářský titul v oboru hudby v roce 1941 a bakalářský titul v oblasti umění. Byla také členkou národní hudební společnosti Mu Phi Epsilon.
Po vypuknutí druhé světové války pracovala na podpoře válečného úsilí a do poloviny roku 1942 byla úřadující vedoucí divize Mail and Records Division of the Chemical Warfare Service pro San Francisco Procurement District. Dne 19. dubna 1942 se Virginie provdala za poručíka Gilberta Burtona Doolittla z jednotky americké armády v Presidiu v San Francisku v Kalifornii. Gilbert Doolittle byl povýšen na kapitána a byl zabit 1. února 1945 v bitvě u Luzonu, když spojenci bojovali o znovudobytí Filipín. Ostatky kapitána Doolittleho by byly vráceny do Spojených států a v roce 1948 byl pohřben na Národním hřbitově v Arlingtonu. Dne 22. května 1949 v San Joaquin County v Kalifornii se Virginia Doolittleová provdala za veterána armády Waltera Millera Schaua „účetního nákladů“ společnosti Standard Oil Company v San Francisku a přestěhovala se do města San Anselmo v Kalifornii.

## Záchrana na mostu Pit River
Dne 3. května 1953, při zahájení rybářské sezóny podél horní řeky Sacramento, se Walter a Virginie Schauové rozhodli vzít své rodiče, pana a paní Brownovi zarybařit. Virginia s sebou vzala fotoaparát Kodak Brownie, který před několika lety dostala od své sestry, i když později řekla: „Jsem ten typ člověka, který si vždy vezme fotoaparát na výlet a nikdy nefotí.“ Bylo to poprvé, co držela kameru po více než roce, po předchozím Dni matek, a na roli zůstaly ještě dvě volné expozice.
Schauovi a Brownovi jeli po dvouproudové silnici blížící se k mostu Pit River Bridge severně od města Redding v Kalifornii za návěsem z Portlandu v Oregonu, který nesl ovoce a zeleninu. Když kamion odbočil na most, řidič Paul M. Overby a jeho pomocník Henry Baum, oba z Portlandu, brzy zjistili, že s mechanismem řízení něco není v pořádku, ale než mohli zastavit, řízení selhalo. Overby ztratil kontrolu nad náklaďákem, který prorazil ocelové zábradlí mostu.
Kabina náklaďáku, ve které zůstali uvězněni Overby a Baum, visela z mostu 12 metrů nad řekou Sacramento. Zadní kola kabiny se zasekla mezi bokem mostu a přívěsem, který na něm jako zázrakem zůstal. Walter Schau a řidič za ním, J. D. McLaren z Concordu v Kalifornii, zastavili provoz, našli dlouhé lano a pomocí dalších motoristů se pokusili zachránit Overbyho a Bauma z visící kabiny. Zatímco Schau, McLaren a ostatní pracovali na záchraně životů kamionistů, Virginia Schau šla ke svému autu a vzala fotoaparát a „vyběhla na kopec napravo, který byl přímo naproti místu, kde visela kabina kamionu ve vzduchu."
Walter Schau visící za kotníky dokázal spustit lano k Overbymu, který se ho chytil a Schau, McLaren a další ho vytáhli. Baum byl stále v kabině, napůl při vědomí, a když se kabina vznítila, musel Walter Schau slézt dolů a vytáhnout Bauma, než zcela hořící kabina spadla do řeky Sacramento. Zatímco probíhaly záchranné operace, dokázala Virginia Schau ze svého nadhledu pořídit dva snímky na poslední dvě zbývající expozice ve svém fotoaparátu.
Schauův otec připomněl své dceři týdenní fotografickou soutěž Sacramento Bee. Fotografii přihlásila a soutěži vyhrála s odměnou deset dolarů. Fotografi převzala agentura Associated Press a distribuovala snímek globálně. Téměř po roce byla Virginie Schau „ohromená“, když slyšela, že její snímek ze záchrany vyhrál Pulitzerovu cenu za fotografii z roku 1954.

## Následky
Autorka získala peněžní odměnu 1 000 dolarů a za užití fotografie byla placena různými zpravodajskými středisky. Rozhovory v té době, kdy získala odměnu, zachycují zmatenou, ale šťastnou amatérku, která o sobě skromně říkala, že „není vůbec žádná fotografka“, která získala cenu za svůj „malý fotoaparát Brownie“. Peníze se hodily za uhrazení nemocničního poplatku při narození jejího prvorozeného dítěte, syna.
Virginia a Walter Schau se nakonec přestěhovali do kalifornské Santa Rosy, kde strávili poslední roky. Oba jsou pohřbeni na Národním hřbitově Golden Gate v San Bruno v Kalifornii.